# LG G Flex 2
Das LG G Flex 2 (Codename internat. Modell: H955) ist ein Smartphone der G-Reihe von LG und Nachfolger des LG G Flex. Das LG G Flex 2 wurde am 6. Januar 2015 auf der Consumer Electronics Show (CES) in Las Vegas der Öffentlichkeit vorgestellt und war ab Anfang März 2015 in Deutschland erhältlich. Das Smartphone löste das im Oktober 2013 vorgestellte Vorgängermodell LG G Flex ab. Der offizielle Markteinführungspreis in Deutschland lag bei 649 Euro. Das G Flex 2 ist bisher das Smartphone von LG mit dem schnellsten und drastischsten Preisverfall, so durchbrach der Marktpreis bereits nur 8 Monate nach dem Release im November 2015 die 250-Euro-Grenze und damit weniger als 40 % der ursprünglichen unverbindlichen Preisempfehlung.
Das Smartphone ist 149,1 mm × 75,3 mm × 9,4 mm groß und wiegt 152 Gramm.

## Technik

### Hardware

#### Display
Das Smartphone verfügt über ein 5,5 Zoll großes Display (Bildschirmdiagonale 13,97 cm) in P-OLED-Technologie mit einer Auflösung von 1920 × 1080 Pixeln und einer daraus resultierenden Pixeldichte von rund 403 ppi. Damit hat sich die Displaygröße gegenüber dem Vorgängermodell um 0,5 Zoll verkleinert, während die Auflösung (zuvor 1280 × 720 Pixel) und damit auch die Pixeldichte (245 ppi beim ersten G Flex) deutlich gesteigert wurde.
Beibehalten wurde die mit dem G Flex erstmals eingeführte charakteristische Krümmung des Displays ("Curved-Display").

#### System-on-a-Chip
Der System-on-a-Chip ist ein Snapdragon 810 mit acht Kernen und 64-Bit-Unterstützung vom Hersteller Qualcomm, bestehend aus vier mit 2 GHz getakteten ARM Cortex A57 Kernen und vier mit 1,5 GHz getakteten ARM Cortex A53 Kernen sowie einer Adreno-430-Grafikeinheit.

#### Speicher
Das G Flex 2 verfügt über 2 GB DDR4-RAM. Der Flash-Speicher ist 16 GB groß (wovon etwa 8 GB frei nutzbar sind) und lässt sich mit einer microSDXC-Karte um bis zu 2 TB erweitern.

#### Kamera
Das Smartphone verfügt über das bereits aus dem LG G3 bekannte 13-Megapixel-Rückkameramodul mit optischem 2-Achsen-Bildstabilisator (OIS+), Laser-Autofokus und Dual-Fotolicht mit unterschiedlichen Farbtemperaturen. Die Kamera unterstützt Videoaufzeichnungen in 4K-Auflösung (3840 × 2160 Pixel) bei 30 Bildern pro Sekunde.
Auf der Vorderseite befindet sich über dem Display eine zweite Kamera mit einer Auflösung von 2,1-Megapixeln, die Fotos und Videos in einer Auflösung von 1920 × 1080 Pixeln aufzeichnen kann.

#### Sonstiges
Das Smartphone unterstützt alle in Deutschland verbreiteten Empfangsfrequenzen für die Mobilfunknetze GSM, UMTS und LTE. Datenverbindungen kann das G Flex 2 über WLAN nach den Standards 802.11 a,b,g,n und ac sowie über Bluetooth 4.1 aufbauen. Außerdem verfügt das LG G Flex 2 über NFC alias Android Beam sowie einen Infrarotsender, mit dem sich die meisten Fernseher, BluRay-Player und andere Geräte steuern lassen.
Es ist ein Anschluss für einen Kopfhörer vorhanden sowie ein Micro-USB 2.0-Anschluss, über den per SlimPort-Adapter externe Bildschirme mit HDMI-Eingang angeschlossen werden können. Der Akku hat eine Kapazität von 3.000 mAh und kann nicht ausgetauscht werden.

### Software
Als Betriebssystem setzte LG bei Markteinführung Android 5.0.1 ein. Mittlerweile wurde ein Update auf Android 6.0.1 verteilt.
Der LG-eigene Softwareaufsatz "UX 4.0" unterstützt neben den seit dem LG G2 bekannten "Knock"-Funktionen (u. a. Aktivieren des Smartphones durch zweimaliges Tippen auf den Bildschirm) mit „Glance View“ die Möglichkeit, im Standby-Modus durch einen leichten Fingerwisch auf dem Display die Uhrzeit sowie aktuelle Benachrichtigungen angezeigt zu bekommen.

## Besonderheiten
Wie bereits das G Flex ist auch das G Flex 2 deutlich nach vorne gekrümmt, ähnlich einer Banane. Das gebogene Gehäuse ist zudem in gewissen Grenzen flexibel und lässt sich durch starken Druck etwas verbiegen, findet hinterher aber in seine ursprüngliche Form zurück. Dadurch soll sich das Smartphone einerseits beim Telefonieren angenehm an das Gesicht schmiegen, andererseits sollen Beschädigungen, etwa beim Daraufsetzen, wenn es sich in der hinteren Hosentasche befindet, verhindert werden.
Die Rückseite des G Flex 2 ist mit einer „selbstheilenden“ Beschichtung versehen, bei der sich kleinste Kratzer von selbst wieder verschließen, wodurch das Smartphone weniger anfällig für unschöne Makel sein soll.